# 25년

## 연호
- 후한(後漢) 건무(建武) 원년
- 현한(玄漢) 경시(更始) 3년

## 기년
- 후한(後漢) 광무제(光武帝) 원년
- 현한(玄漢) 경시제(更始帝) 3년
- 신라(新羅) 유리 이사금(儒理泥師今) 2년
- 고구려(高句麗) 대무신왕(大武神王) 8년
- 백제(百濟) 온조왕(溫祚王) 43년

## 사건
- 후한이 건국되었다.

## 사망
- 10월 6일 - 왕망, 한나라를 무너뜨리고 신나라를 세운 중국 사람. (기원전 45년~)